# Scarning
Scarning – wieś w Anglii, w hrabstwie Norfolk, w dystrykcie Breckland. Leży 28 km na zachód od Norwich i 147 km na północny wschód od Londynu. Miejscowość liczy 2932 mieszkańców.